# Celaeno
Celaeno je jméno hvězdy 16 Tauri z hvězdokupy Plejády v souhvězdí Býka. Celaeno má zdánlivou hvězdnou velikost +5,46m a patří ke spektrální třídě B7IV. Celaeno je vzdálen od Země 430 světelných let.
U Celaena nastávají, stejně jako ostatních hvězdy Plejád, příležitostně zákryty Měsícem.